# Перістері (стадіон)
Перістері (грец. Δημοτικό Στάδιο Περιστερίου) — стадіон у місті Перістері, Греція. Домашня арена футбольного клубу «Атромітос».

## Географія
Стадіон розташований в Перістері на вулиці Кеннеді-стріт, неподалік станції метро Айос-Антоніос.

## Історія
Стадіон було побудовано у 1970 році. У 2001 році були додані гумові бігові доріжки, а в 2004 — прожектори. Проте сам стан стадіону був на низькому рівні.
Однак, злиття клубу «Халкідон» з «Атромітосом» в влітку 2005 року означало повернення стадіону в еліту грецького футболу. Тому відразу відбулось оновлення стадіону: було замінено газон, встановлено пластикові сидіння на всіх трибунах і шкіряні сидіння в VIP-ложі. Відбулось будівництво північної трибуни на 1300 місць, нових роздягалень, VIP-зали, службових приміщень, кабінетів для преси і телебачення.
Рекорд відвідуваності на стадіоні був зафіксований 11 січня 1981 на мітчі «Атромітоса» проти Олімпіакоса, на який прийшло 13,099 глядачі.